# Dreamlitt
DreamLitt er et dansk forlag, der blev grundlagt i 2013 af Jacob Hedegaard Pedersen og Rikki Tholstrup Jørgensen.  
Forlaget har tidligere haft en bred profil, som både dækkede krimi, gys, fantasy, biografier, hobby, spille- og kogebøger, dog altid med genrelitteraturen som kernen. 
Med tiden er denne fremgangsmetode blevet erstattet af en mere strømlinet tilgang, og forlagets primære fokus er nu på dets specialisering i særligt fantasy og fritidstitler. Ikke desto mindre udgives der stadig både krimier, gys og andet litteratur på forlaget. 
DreamLitt har samarbejdet med flere udenlandske forlag, agenter og forfattere. Listen over udenlandske forfattere tæller blandt andet: 
- H.P. Lovecraft (DreamLitt står bag den første samlede oversatte udgivelse af Lovecrafts værker)
- Andy Weir (International bestsellerforfatter til The Martian, Artemis og Project Hail Mary)
- Brandon Sanderson (The Reckoners-serien)
- Simone Buchholz (prisvindende tysk krimiforfatter bag serien om Chastity Riley)
- Josh Malerman (forfatteren til Bird Box, som senere blev filmatiseret til Netflix)
- Federico Axat (international bestsellerforfatter til krimiromanerne Sidste Udvej og Hukommelsestab)
- ... og mange flere.

Forlaget har tidligere også haft kontor i Vejle, men holder nu udelukkende til i Aarhus, nærmere bestem Hasle.

## Ekstern henvisning
- Forlagets websted Arkiveret 28. oktober 2020 hos  Wayback Machine

 Der er for få eller ingen kildehenvisninger i denne artikel, hvilket er et problem. Du kan hjælpe ved at angive troværdige kilder til de påstande, som fremføres i artiklen.